# 达维德·德拉霍宁斯基
达维德·德拉霍宁斯基（捷克語：David Drahonínský，1982年5月19日—），捷克男子射箭运动员。他曾代表捷克参加2008年、2012年、2016年和2020年夏季残疾人奥林匹克运动会射箭比赛，获得二枚金牌、三枚银牌和一枚铜牌。